# Deuteroapprendimento
Il deuteroapprendimento è un concetto introdotto da Gregory Bateson nella sua analisi del comportamento umano ed animale, per descrivere il processo, contestuale a quello dell'imparare, attraverso cui si "impara ad imparare".
Per questo, nei termini della distinzione tra livelli logici introdotti da Bertrand Russell e da Bateson stesso, è definibile anche come "apprendimento di secondo livello".
Il concetto presenta alcune significative analogie con quello di metacognizione.